# 1859 Kovalevskaya
1859 Kovalevskaya è un asteroide della fascia principale del diametro medio di circa 46,02 km. Scoperto nel 1972, presenta un'orbita caratterizzata da un semiasse maggiore pari a 3,2067485 UA e da un'eccentricità di 0,1037809, inclinata di 7,70813° rispetto all'eclittica.
Prende il nome da Sofia Kovalevskaya, matematica russa.